# Unizon
Unizon (fram till 2015 Sveriges Kvinno- och Tjejjourers Riksförbund, SKR) är ett riksförbund för över 140 kvinnojourer, tjejjourer, ungdomsjourer och jourer som arbetar mot sexuella övergrepp och incest. Förbundet är partipolitiskt och religiöst obundet, och dess vision är ett jämställt samhälle fritt från våld.  Unizon är medlem i paraplyorganisationen Sveriges Kvinnoorganisationer. Förbundets jourer vänder sig till personer oavsett kön och jobbar aktivt mot homofobi och transfobi.

## Verksamhet
Unizon är en riksorganisation för jourer över hela landet som på lokal nivå ger stöd till kvinnor, flickor och ungdomar som utsatts för våld. Jourerna stöttar, skyddar, förebygger och påverkar utifrån en kunskap om hur våld, kön, genus och makt hänger ihop. År 2024 hade Unizons jourer nära 200 000 stödkontakter med kvinnor och barn.
Det är kommunernas socialtjänst som fattar beslut om insatsen skyddat boende och hur länge, och i kommuner där man inte har egna skyddade boenden hjälper ideellt drivna kvinnojourer till med denna funktion. Behovet av skyddade boenden är stort, och 2015 tvangs jourer kopplade till Unizon säga nej till cirka 66 procent av de kvinnor som sökte skyddat boende hos dem. På senare år har kommunerna beviljat allt färre kvinnor och barn denna insats, och förbundet Unizon kräver därför en placeringspeng, det vill säga öronmärkta medel till kommunerna för att fler ska beviljas skyddat boende. De kvinnor som bor i skyddat boende inom Unizons verksamhet bor (2024) där i genomsnitt 61 dygn.
Genom nya statliga riktlinjer har samarbetet mellan kvinnojourerna och den svenska staten blivit fastare. Man får statliga och kommunala organisations- och verksamhetsbidrag till sin verksamhet.
Unizon samlar kvinnojourer, tjejjourer, ungdomsjourer och jourer mot sexuella övergrepp. Tjejjourer växte fram som begrepp under 1990-talet, och Unizon samlar cirka 40 tjejjourer och ungdomsjourer. Tjejjourerna och ungdomsjourerna stöttar ofta via chatt, och arbetar också förebyggande på skolor, fritidsgårdar och idrottsklubbar. 

## Historia
Unizon bildades i oktober 1996, under namnet Sveriges Kvinnojourers Riksförbund. Bildandet skedde efter att 16 kvinnojourer valt att lämna Riksorganisationen för kvinnojourer och tjejjourer i Sverige (Roks). Orsaken Roks kvinnoseparatism, där män uteslöts från att kunna bli medlemmar.

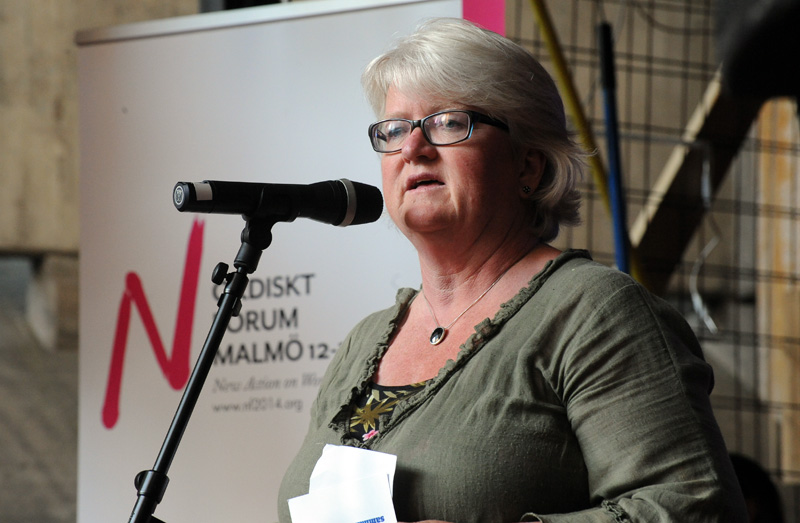
Carina Ohlsson, ordförande i SKR 2002–2014.

På senare år har Unizon blivit den större av organisationerna. Negativ kritik mot Roks och dess kvinnoseparatism, i samband med 2005 års uppmärksammade TV-reportage under namnet Könskriget, ledde till att ytterligare jourer lämnade Roks och istället anslöt sig till dåvarande SKR. Efter den negativa uppmärksamheten kring Roks lät SKR:s dåvarande ordförande Carina Ohlsson distansera sin riksorganisation ytterligare från Roks, och SKR ökade mellan 2005 och 2011 från 42 till 97 medlemsföreningar.
Namnbyte till Unizon skedde 2015, ett år då man organiserade 120 medlemsföreningar. Sedan dess har man definierat sig som ett riksförbund för "idéburna kvinnojourer, tjejjourer och ungdomsjourer som arbetar för ett jämställt samhälle fritt från våld". Även jourer som har huvudfokus mot sexuella övergrepp och incest är medlemmar i riksorganisationen.
Man organiserade år 2020 över 130 lokala jourer, varav cirka 90 var kvinnojourer, 35 tjej- eller ungdomsjourer och 9 jourer specialiserade på att arbeta mot sexuella övergrepp. Tre år senare var motsvarande siffror på över 140 lokala jourer, varav 98 var kvinnojourer, 40 tjej- eller ungdomsjourer, 11 jourer specialiserade på att arbeta mot sexuella övergrepp, 1 jour var specialiserad på barn och 1 övrig jour.
Under år 2023 hade Unizons medlemsjourer drygt 8 200 medlemmar, varav drygt 2 400 var aktiva. Drygt 93 procent av de aktiva medlemmarna och 97 procent av de anställda var kvinnor och tjejer.
Åren 2010–2020 drev Roks och SKR/Unizon gemensamt webbportalen Tjejjouren.se. Samarbetet sades 2020 upp av Unizon, bland annat efter förnyad kritik från Roks angående Unizons val att inkludera män i sin verksamhet. Därefter har de båda riksorganisationerna utvecklat separata stödportaler. Därefter har de båda riksorganisationerna utvecklat separata stödportaler.

### Stödkontakter
Unizons jourers stödkontakter ökar varje år. Nedan listas statistik från senare år:
- 2017 – 92 400 stödkontakter
- 2018 – 108 000
- 2019 – 121 600
- 2020 – 138 500
- 2021 – 187 600
- 2022 – 194 900
- 2023 – drygt 200 000
- 2024 – nära 200 000

## Ordförande
- Elisebeht Markström (1996[27]–2002)
- Carina Ohlsson (2002–2014)
- Zandra Kanakaris (2014[28]–2020)
- Olga Persson (2020[16]–), tidigare generalsekreterare[29]